# Mairie de Saint-Ouen
Mairie de Saint-Ouen (Région Île-de-France) – stacja przesiadkowa między trzynastą i czternastą linią paryskiego metra położona w miejscowości Saint-Ouen-sur-Seine. Przystanek znajduje pod placem Jeana Jaurèsa. W najbliższej okolicy znajduje się budynek merostwa gminy (od którego wziął się pierwszy człon nazwy) oraz siedziba rady regionalnej regionu Île-de-France (od której zaczerpnięto drugi człon nazwy). Stację otwarto 30 czerwca 1952 roku na linii błękitnej i 14 grudnia 2020 roku na linii fioletowej. W 2021 roku ze stacji skorzystało 4 830 810 pasażerów, co dało jej trzydzieste dziewiąte (na trzysta pięć) miejsce w całym systemie względem popularności.